# Lyonsia hyalina
Lyonsia hyalina är en musselart som beskrevs av Conrad 1831. Lyonsia hyalina ingår i släktet Lyonsia och familjen Lyonsiidae. Utöver nominatformen finns också underarten L. h. floridana.